# Blue Sky (The Allman Brothers Band)
Blue Sky è un brano della The Allman Brothers Band scritto dal chitarrista Dickey Betts  e pubblicato nel 1972 nell'album Eat a Peach. 
Dickey Betts la scrisse dedicandola alla sua fidanzata indigena Sandy "Bluesky" Wabegijig, che avrebbe sposato in seguito. 
Nel 2007 la rivista Guitar World ha classificato alla posizione numero 66 l'assolo di chitarra presente all'interno di Blue Sky.